# Stettins voetbalkampioenschap
Het Stettins voetbalkampioenschap (Duits:Stettiner Fußballmeisterschaft) was een regionale stadscompetitie uit de Pommerse hoofdstad Stettin. De competitie werd door drie bonden georganiseerd tussen 1903 en 1933. De competitie werd gedomineerd door Titania Stettin, dat in 1930 failliet zou gaan. 

## Geschiedenis
De Stettiner Fußball-Vereinigung begon in 1903 met competitievoetbal. Na twee seizoenen verdween de bond en maakte plaats voor de Pommerse voetbalbond (Verband Pommerscher Ballspiel-Vereine). Hoewel de naam veralgemeend werd naar Pommeren speelden toch enkel clubs uit Stettin in de competitie. In 1907 sloot de bond zich bij de Berlijnse voetbalbond (VBB) aan en speelde daar als oostgroep van deze competitie. Er werd echter geen verdere eindronde gespeeld tegen de Berlijnse kampioen en ook aan de nationale eindronde nam de kampioen niet deel. Nadat alle Berlijnse voetbalbonden in 1911 fuseerden tot één grote bond kwam de Pommerse voetbalbond weer alleen te staan. In 1913 sloot de bond zich uiteindelijk aan bij de Baltische voetbalbond. De competitie bleef bestaan zoals voorheen, maar inmiddels werden er in Pommeren nog meerdere competities gespeeld, waarvan de kampioenen aan een eindronde mochten deelnemen. Geen enkele keer kon een club uit een van de kleinere competities winnen en werd een club uit Stettin ook steeds Pommers kampioen. De kampioen en vanaf 1925 ook de vicekampioen, mochten naar de Baltische eindronde. Titania wist twee keer Baltisch kampioen te worden, maar deze competitie werd voornamelijk gedomineerd door VfB Königsberg. Als vicekampioen mochten ook enkele andere clubs naar de nationale eindronde. De laatste jaren heette de competitie Bezirksliga Stettin/Stargard en er speelden door de jaren heen ook enkele clubs uit de omgeving van Stettin in de competitie.
Nadat de NSDAP aan de macht kwam in 1933 werden alle regionale voetbalbonden ontbonden. De talloze competities verdwenen allemaal en werden vervangen door zestien Gauliga's. Voor Pommeren werd de Gauliga Pommern opgericht waardoor Stettin geen stadscompetitie meer had. Nu hadden de clubs wel concurrentie aan de andere clubs uit de provincie en slechts vier van de elf titels werden door een club uit Stettin gewonnen.

## Erelijst
| 1903/04 | Stettiner FC Titania 1902 | SFV                       |                           |                           |                           |                           |
| 1904/05 | Stettiner FC Titania 1902 | SFV                       |                           |                           |                           |                           |
| 1905/06 | Stettiner FC Titania 1902 | VPVB                      |                           |                           |                           |                           |
| 1906/07 | Stettiner FC Titania 1902 | VPVB                      |                           |                           |                           |                           |
| 1907/08 | Stettiner FC Titania 1902 | VPVB                      |                           |                           |                           |                           |
| 1908/09 | Stettiner FC Titania 1902 | VPVB                      |                           |                           |                           |                           |
| 1909/10 | SC Blücher 1904 Stettin   | VPVB                      |                           |                           |                           |                           |
| 1910/11 | Stettiner FC Titania 1902 | VPVB                      |                           |                           |                           |                           |
| 1911/12 | SC Preußen 1901 Stettin   | VPVB                      |                           |                           |                           |                           |
| 1912/13 | SC Preußen 1901 Stettin   | VPVB                      |                           |                           |                           |                           |
| 1913/14 | Stettiner FC Titania 1902 | BRWV                      |                           |                           |                           |                           |
| 1914-19 | Geen competitie door WO I | Geen competitie door WO I | Geen competitie door WO I | Geen competitie door WO I | Geen competitie door WO I | Geen competitie door WO I |
| 1919/20 | Stettiner FC Titania 1902 | BRWV                      |                           |                           |                           |                           |
| 1920/21 | Stettiner SC 1908         | BRWV                      |                           |                           |                           |                           |
| 1921/22 | Stettiner FC Titania 1902 | BRWV                      |                           |                           |                           |                           |
| 1922/23 | Stettiner FC Titania 1902 | BRWV                      |                           |                           |                           |                           |
| 1923/24 | Stettiner SC 1908         | BRWV                      |                           |                           |                           |                           |
| 1924/25 | Stettiner FC Titania 1902 | BRWV                      |                           |                           |                           |                           |
| 1925/26 | Stettiner FC Titania 1902 | BRWV                      |                           |                           |                           |                           |
| 1926/27 | Stettiner FC Titania 1902 | BRWV                      |                           |                           |                           |                           |
| 1927/28 | SC Preußen 1901 Stettin   | BRWV                      |                           |                           |                           |                           |
| 1928/29 | VfB 1908 Stettin          | BRWV                      |                           |                           |                           |                           |
| 1929/30 | Stettiner FC Titania 1902 | BRWV                      |                           |                           |                           |                           |
| 1930/31 | Polizei SV 1920 Stettin   | BRWV                      |                           |                           |                           |                           |
| 1931/32 | Polizei SV 1920 Stettin   | BRWV                      |                           |                           |                           |                           |
| 1932/33 | Stettiner SC 1908         | BRWV                      |                           |                           |                           |                           |

## Eeuwige ranglijst
Van seizoen 1904-05 is enkel de kampioen bekend. 
| Club                          | /25 | Seizoenen                       |
| ----------------------------- | --- | ------------------------------- |
| Stettiner FC Titania 1902     | 22  | 1903-1914, 1919-1930            |
| SC Preußen Stettin            | 22  | 1906-1914, 1919-1933            |
| FC Blücher 1904 Stettin       | 19  | 1906-1914, 1920-1931            |
| VfB 1908 Stettin              | 18  | 1910-1914, 1919-1933            |
| Stettiner SC 1908             | 17  | 1910-1913, 1919-1933            |
| Stettiner SVgg 1905           | 11  | 1905-1914, 1920-1922            |
| VfL Stettin                   | 9   | 1919-1926, 1931-1933            |
| SC Comet 1912 Stettin         | 6   | 1919-1920, 1925-1926, 1929-1933 |
| SK Stettiner Rasenfreunde     | 5   | 1925-1926, 1928-1932            |
| Stettiner FC Union            | 5   | 1905-1910                       |
| SC Viktoria 1911 Stargard     | 5   | 1919-1920, 1927-1928, 1919-1932 |
| Sport 08 Stettin              | 3   | 1909-1912                       |
| Züllchower SC                 | 3   | 1930-1933                       |
| Stargarder SC 1910            | 3   | 1927-1930                       |
| SC Preußen Pölitz             | 3   | 1924-1926, 1931-1932            |
| Polizei SV 1920 Stettin       | 3   | 1930-1933                       |
| BC 1919 Stettin               | 2   | 1922-1924                       |
| Stettiner FC Saxonia 1903     | 2   | 1903-1904, 1905-1906            |
| Stettiner FC Adler 1903       | 2   | 1905-1907                       |
| SC Vorwärts Stettin           | 2   | 1919-1921                       |
| SC Minerva Stettin            | 2   | 1912-1914                       |
| Stettiner FC Titania II       | 1   | 1903-1904                       |
| SpC Komet Stettin             | 1   | 1903-1904                       |
| Stettiner SpVgg Teutonia 1904 | 1   | 1909-1910                       |
| SpV Wacker 1904 Stettin       | 1   | 1906-1907                       |
| FC Preußen-Wacker Stettin     | 1   | 1905-1906                       |
| FC Sport Stettin              | 1   | 1903-1904                       |
| Stettiner FC Viktoria         | 1   | 1905-1906                       |
| Stettiner FC Urania 1901      | 1   | 1907-1908                       |
| MSV Greif Stettin             | 1   | 1929-1930                       |
| Fußballring Stettin           | 1   | 1932-1933                       |
| FC Stern 1900 Stettin         | 1   | 1905-1906                       |

1903/04 · 1904/05 · 1905/06 · 1906/07 · 1907/08 · 1908/09 · 1909/10 · 1910/11 · 1911/12 · 1912/13
1913/14 · 1919/20 · 1920/21 · 1921/22 · 1922/23 · 1923/24 · 1924/25 · 1925/26 · 1926/27 · 1927/28 · 1928/29 · 1929/30 · 1930/31 · 1931/32 · 1932/33